# York, Pennsylvania
York, cunoscut și sub numele de Orașul trandafirului alb (conform, the White Rose City), denumit după simbolul Casei York, este un oraș și sediul comitatului York, din regiunea numită Pennsylvania central-sudică. Populația localității era de 40.862 de locuitori, conform recensământului efectuat de United States Census Bureau în anul 2000. Situat la coordonatele 39°58′00″N 76°45′00″V / 39.96667°N 76.75000°V, York este cel de-al 14-lea oraș al statului Pennsylvania.
Lancaster, fosta capitală a Statelor Unite din 1777, înaintea orașului York, situat la circa 37 km (sau 24 de mile) la est, are legături feroviare frecvente prin linia Amtrak către Philadelphia.